# لويس فرناندو سانشيز أريلانو
لويس فرناندو سانشيز أريلانو (بالإسبانية: Luis Fernando Sánchez Arellano)‏ هو مهرب مخدرات مكسيكي، ولد في 1977 في تيخوانا في المكسيك.